# Пиперидиндион
Пиперидиндиони су деривати пиперидина са две кетонске функционалне групе. Постоји шест изомера, сваки од којих има молекулску тежину од 113,115 и формулуC5H7NO2. Пиперидиндиони су у основи мноштва лекова.

## Изомери
- 2,3-Piperidindion
- 2,4-Piperidindion -  
  - Primeri obuhvataju metiprilon
- 2,5-Piperidindion -
- 2,6-Piperidindion -  
  - Primeri obuhvataju glutetimid i deksetimid
- 3,4-Piperidindion
- 3,5-Piperidindion